# Kepler-242
Kepler-242 – gwiazda ciągu głównego z gwiazdozbioru Lutni, oddalona od Układu Słonecznego o około 1958 lat świetlnych. Jest pomarańczowym karłem o typie widmowym K2 V. Według najnowszych danych z października 2019 roku, Kepler-242 ma masę 0,77 Mʘ, a promień tej gwiazdy wynosi 0,718 Rʘ. 

## Układ planetarny
Gwiazda posiada układ planetarny złożony z dwóch odkrytych planet. Są to Kepler-242 b oraz Kepler-242 c. Masa i rozmiar pierwszego z towarzyszy wskazują, że jest to gazowa planeta typu mini-Neptun, krążąca wokół gwiazdy w odległości 0,075 AU. Planeta okrąża gwiazdę w ciągu 8,2 ziemskich dni. Masa Kepler-242 b wynosi około 0,0203 MJ, natomiast promień planety to około 0,22 RJ. Druga z planet okrąża gwiazdę w średniej odległości 0,109 AU w ciągu 14,49 ziemskich dni. Kepler-242 c ma masę około 0,0158 MJ, a jego promień wynosi około 0,22 RJ. Kepler-242 c może być planetą gazową typu mini-Neptun lub planetą skalistą typu super-Ziemia.
Obie planety zostały odkryte metodą tranzytu w 2014 roku podczas trwania misji Kosmicznego Teleskopu Keplera.

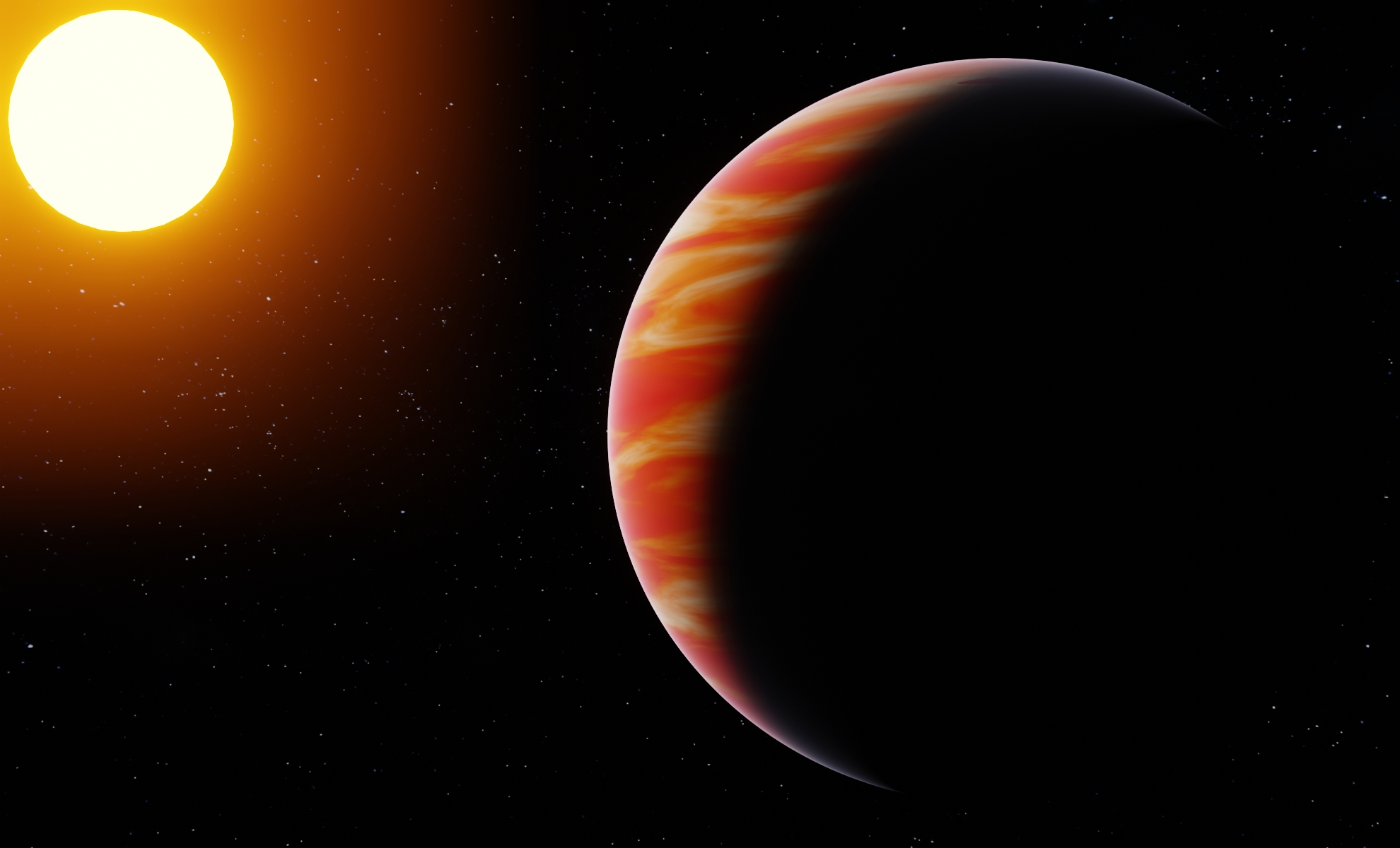
Wizja artystyczna planety Kepler-242 b oraz jej gwiazdy macierzystej